# غيرغو ناغي (لاعب هوكي جليد)
غيرغو ناغي (بالمجرية: Nagy Gergő)‏ هو لاعب هوكي جليد مجري، ولد في 10 أكتوبر 1989 في مدينة دوناوجفاروس في المجر.

## وصلات خارجية
- غيرغو ناغي على موقع EliteProspects.com (الإنجليزية)
- غيرغو ناغي على موقع HockeyDB.com (الإنجليزية)